# Cerkiew św. Mikołaja w Kleszczelach (XVI w.–1915)
Cerkiew św. Mikołaja – prawosławna cerkiew w Kleszczelach, wzniesiona najpóźniej w XVI w. i zniszczona w czasie I wojny światowej.
Miejscowa parafia nie przyjęła w 1596 postanowień unii brzeskiej i w latach 1632–1635 była przedmiotem gwałtownego sporu między prawosławnymi a unitami. W 1635 komisja królewska przyznała cerkiew św. Mikołaja prawosławnym, jednak trzynaście lat później budynek został im siłą odebrany i na niecałe dwieście lat stał się świątynią unicką. Cerkwią prawosławną, a następnie unicką, opiekowało się miejscowe bractwo kupieckie.
W 1839, na mocy postanowień synodu połockiego, cerkiew stała się ponownie świątynią prawosławną, w jurysdykcji eparchii wileńskiej i litewskiej Rosyjskiego Kościoła Prawosławnego. Służący w niej duchowny, Antoni Sosnowski, jako ostatni unicki duchowny z Podlasia zgodził się zmienić wyznanie na prawosławne. O ile w poprzednich latach aprobował on usuwanie z obrządku unickiego elementów łacińskich, nie popierał całkowitej likwidacji Kościoła unickiego. Sosnowski zgodził się zmienić wyznanie dopiero na początku 1839, pod bezpośrednim naciskiem władzy rosyjskich. Wydarzenie to określono jako smutę kleszczelowską.
W 1915 prawosławni mieszkańcy Kleszczel udali się na bieżeństwo. Jeszcze w tym samym roku cerkiew została uszkodzona podczas działań wojennych, a następnie rozgrabiona i całkowicie zniszczona.

## Historia

### Cerkiew prawosławna
Według niektórych źródeł cerkwie prawosławne na terenie współczesnych Kleszczel powstały natychmiast po pojawieniu się na tym terenie ludności ruskiej w XI w., jednak nie ma na to potwierdzenia w dokumentach. Ustna tradycja miejscowa mówi o istnieniu cerkwi w uroczyskach Hłuboczok i Czerwona Hora w pobliżu miejscowości. Z pewnością w momencie nadania Kleszczelom praw miejskich w 1506 istniały tam już cerkwie św. Mikołaja oraz św. Jerzego. Z 1560 pochodzi kolejna wzmianka o tych świątyniach informująca równocześnie, że obydwie były cerkwiami parafialnymi. Świątynią św. Mikołaja opiekowali się kupcy, który opłacali funkcjonowanie przy niej szpitala i szkoły. Przy cerkwi istniał także cmentarz. Parafia w Kleszczelach, chociaż razem z całą eparchią włodzimiersko-brzeską formalnie przeszła do Kościoła unickiego, dopiero w 1632 faktycznie przyjęła unię. W wymienionym roku cerkiew św. Mikołaja, podobnie jak cerkiew św. Jerzego, została siłą odebrana prawosławnym przez duchownych unickich przy pomocy starosty. Wydarzenie to skłoniło prawosławnych kupców z Kleszczel do utworzenia bractwa cerkiewnego na wzór bractwa Świętego Ducha w Wilnie, a następnie nawiązania kontaktów nie tylko z organizacją wileńską, ale i z bractwem Objawienia Pańskiego w Bielsku Podlaskim oraz z bractwem z Brześcia. Członkowie bractw wspólnie doprowadzili do tego, by posłowie zażądali na sejmie elekcyjnym w 1632 zwrotu cerkwi św. Mikołaja w Kleszczelach prawosławnym. 14 marca 1633 król Władysław IV Waza uwzględnił świątynię kleszczelowską wśród 14 obiektów sakralnych, które unici mieli zwrócić prawosławnym. Jednak już w sierpniu 1633 bractwo Objawienia Pańskiego informowało metropolitę kijowskiego Piotra, że cerkiew św. Mikołaja była ponownie w rękach unitów, a prawosławni nie mieli do niej dostępu. Hierarcha bez powodzenia starał się interweniować w sprawie kleszczelowskiej świątyni. Dopiero 9 kwietnia 1635, na mocy uchwalonej w marcu tego samego roku konstytucji Religia Grecka, do Kleszczel przybyła komisja, której zadaniem było dokonanie trwałego podziału majątku między rywalizującymi Kościołami unickim i prawosławnym. Zdecydowała ona, że zarówno cerkiew św. Mikołaja, jak i św. Jerzego powinny na stałe pozostać w rękach prawosławnych, w jurysdykcji eparchii łucko-ostrogskiej. Decyzja ta weszła faktycznie w życie.
Od tego momentu utrzymaniem duchownego służącego w cerkwi św. Mikołaja ponownie zajęło się prawosławne bractwo. W 1636 świątynię tę gruntownie odremontowano i wyposażono w ikony, utensylia liturgiczne oraz księgi liturgiczne. Szczególnym przedmiotem kultu w obiekcie była ikona patronalna wstawiona do feretronu, patronująca bractwu. Prawosławni bez przeszkód administrowali cerkwią św. Mikołaja do 1648. 20 lutego tego roku biskup łucki Atanazy napisał do Władysława IV, że starosta ponownie siłą przekazał unitom kleszczelowską świątynię.

### Cerkiew unicka
Po tej dacie członkowie bractwa, przekonani, że nie zdołają sądownie uzyskać zgody na powrót obiektu do dotychczasowego wyznania, zgodzili się przyjąć unię. Nadal jednak opiekowali się świątynią, utrzymywali służącego w niej duchownego, a w 1709 wznieśli przy niej dzwonnicę.
W 1727, dzięki patronatowi bractwa nad świątynią, była ona nadal w dobrym stanie technicznym, a jej wyposażenie oceniono podczas wizytacji kanonicznej jako bogate. Wskazano, że nadal pozostawało na nim „sześć moskiewskich obrazów”, tj. ikon prawosławnych. Do 1797 parafia św. Mikołaja w Kleszczelach (jak i druga unicka placówka duszpasterska w tym mieście) pozostawała w strukturach unickiej diecezji włodzimiersko-brzeskiej. Następnie, do 1807, należała do dekanatu drohiczyńskiego unickiej diecezji supraskiej, a po jej likwidacji znalazła się w unickiej diecezji wileńskiej, także w dekanacie drohiczyńskim. W 1819 do placówki duszpasterskiej uczęszczało 2125 osób. W I połowie XIX w. zlikwidowana została parafia św. Jerzego w Kleszczelach, a cerkiew św. Mikołaja pozostała jedyną świątynią parafialną w miejscowości. Od 1835 znajdowała się w dekanacie bielskim diecezji wileńskiej, w dobrach państwowych. Przy świątyni istniała szkoła parafialna, co było rzadkością na ówczesnym Podlasiu (druga unicka szkoła parafialna działała w Hryniewiczach Dużych). Oferowano w niej naukę języka cerkiewnosłowiańskiego, języka polskiego, języka rosyjskiego, podstaw rolnictwa i ogrodnictwa, śpiewu cerkiewnego, arytmetyki. Istniała także biblioteka.
Wyposażenie cerkwi św. Mikołaja w XVIII–XIX w. było wyraźnie zlatynizowane, co odpowiadało ówczesnym tendencjom w rozwoju Kościoła unickiego, zgodnymi z wytycznymi synodu zamojskiego z 1720. Do zmiany tego stanu rzeczy przystąpił w latach 30. XIX w. konsystorz unickiej diecezji wileńskiej pod kierunkiem biskupa Józefa, przygotowując tym samym konwersję całej administratury na prawosławie. Latynizacja w Kleszczelach była przy tym mniej posunięta niż w większości innych podlaskich cerkwi. Świątynia była m.in. jednym z nielicznych unickich obiektów sakralnych na Podlasiu, w których nigdy nie rozebrano ikonostasu, pozostały w niej także ołtarz – Święty Stół (cs. prestoł) i stół ofiarny (cs. żertwiennik), nie było natomiast organów. Do cerkwi po synodzie zamojskim wstawiono natomiast ambonę. Chociaż ten element wyposażenia był obcy tradycji prawosławia rosyjskiego i powinien zostać w ramach delatynizacji usunięty, został w świątyni pozostawiony, gdyż według Józefa Siemaszki w obszerniejszych cerkwiach ambony nie przeszkadzały. W 1836 kleszczelowskiej cerkwi przekazano drukowane w Petersburgu księgi liturgiczne – służebnik i molebnik. W 1837 dla świątyni zakupiono nową darochranitielnicę (dotarła do świątyni dopiero w marcu 1838), zaś w 1839 kolejne księgi liturgiczne – Ewangeliarz i Apostoł.
Począwszy od 1837 wszystkie utensylia cerkiewne zakupywane dla cerkwi unickich na Podlasiu były wyświęcane w świątyni w Kleszczelach przez proboszcza miejscowej parafii, ks. Antoniego Sosnowskiego.
W 1838 do cerkwi uczęszczało 2714 parafian, co czyniło z niej drugą co do liczby wiernych placówkę duszpasterską na Podlasiu. Tylko 617 z nich uznano jednak w tym roku za realnie praktykujących (przystąpili do spowiedzi i Eucharystii).
W 1839, na mocy postanowień synodu połockiego, świątynia przeszła do Rosyjskiego Kościoła Prawosławnego. Parafia w Kleszczelach była ostatnią placówką duszpasterską, której proboszcz zadeklarował chęć konwersji. Chociaż ks. Antoni Sosnowski popierał działania delatynizacyjne, a nawet sugerował ich przeprowadzenie wcześniej, niż ich główny koordynator Józef Siemaszko, nie chciał całkowitej likwidacji obrządku unickiego. Zgodził się zostać duchownym prawosławnym dopiero na początku 1839, pod wpływem bezpośrednich nacisków władz rosyjskich (areszt domowy w Białymstoku i groźba zsyłki do guberni kostromskiej). Wydarzenia te, łącznie z oporem księży z Nowego Berezowa i Czyż, określono w II połowie XIX w.  jako smutę kleszczelowską. Nie miały one jednak cech masowego przeciwstawienia się wiernych narzucanej im zmianie wyznania.

### Cerkiew prawosławna
W 1856 do świątyni w Kleszczelach uczęszczało 2471 osób. Mimo przeprowadzenia kampanii delatynizacyjnej i konwersji na prawosławie, w cerkwi w Kleszczelach jeszcze do 1867 wierni śpiewali w cerkwi psalmy w języku polskim. Cerkiew św. Mikołaja pozostawała główną świątynią miejscowej parafii do 1877, gdy ukończono budowę murowanej świątyni Zaśnięcia Matki Bożej. Starszej cerkwi ani dzwonnicy nie rozebrano, zmieniono jedynie jej status na filię.
W 1907 kleszczelowskie cerkwie wizytował biskup grodzieński i brzeski Michał, który zainteresował się XVI-wiecznymi świątyniami w miejscowości i poprosił o przesłanie fotografii cerkwi św. Mikołaja i św. Jerzego do zbiorów muzeum w Grodnie.
Świątynia istniejąca od XVI w. została uszkodzona podczas działań wojennych I wojny światowej w 1915, a następnie zdewastowana i całkowicie zniszczona przez miejscową ludność. Przetrwała  natomiast XVIII-wieczna dzwonnica, która pełni obecnie (XXI w.) funkcję kaplicy filialnej przy położonej po drugiej stronie ulicy cerkwi Zaśnięcia Najświętszej Maryi Panny w Kleszczelach. Zachował się zarys fundamentów cerkwi św. Mikołaja, a miejsce, gdzie znajdował się ołtarz, oznaczono kapliczką.
Szczególnie cennym elementem wyposażenia kleszczelowskiej cerkwi św. Mikołaja była ikona przedstawiająca patrona obiektu, a zarazem patrona kupieckiego bractwa. Wizerunek ten prawdopodobnie pochodzi z I połowy XVI w. i przedstawia św. Mikołaja w otoczeniu wybranych scen z jego życia. Ikona ta została uratowana z cerkwi św. Mikołaja w 1915 i umieszczona w świątyni Zaśnięcia Matki Bożej.

## Architektura
Cerkiew św. Mikołaja była budowlą drewnianą, jednonawową. W okresie unickim urządzono w niej dwie boczne kaplice Wniebowzięcia Najświętszej Maryi Panny oraz św. Paraskiewy. Kaplice te były usytuowane naprzeciw siebie. Każda posiadała pierwotnie własny ikonostas (taka konstrukcja tradycyjnie oddzielała również nawę główną od pomieszczenia ołtarzowego). W 1727 zapisano jednak, że kaplica św. Paraskiewy była już właściwie opuszczona, a z ikonostasu, którą dotąd oddzielał ją od nawy, pozostało tylko pięć ikon różnych Apostołów oraz obrazy Matki Bożej i Chrystusa Zbawiciela (Salwatora). Druga z kaplic nadal posiadała ikonostas, w którym znajdowało się m.in. osiem ikon Apostołów, carskie wrota i tylko jedne drzwi diakońskie.